# Benedetto Servolini
Benedetto Servolini (Firenze, 25 febbraio 1805 – 1879) è stato un pittore italiano.

## Biografia

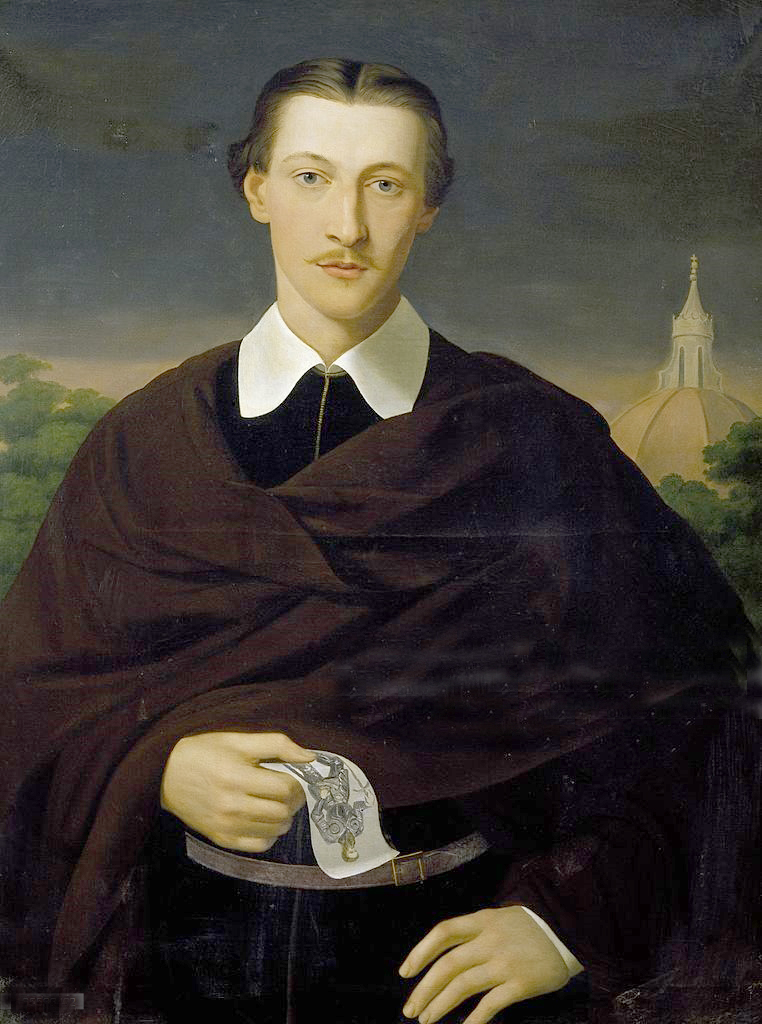
Ritratto di Frederick Stibbert

Nel 1822, un suo bozzetto ad acquerello vinse un premio minore dell'Accademia di Belle Arti di Firenze, ove Servolini insegnava ed ebbe come allievo Silvestro Lega.Tra le sue opere si ricorda:
- Maria Stuarda
- La (Cintura di) Ippolita e Deianira
- Buondelmonte Buondelmonti
- Morte di Filippo Strozzi (1833, ora all'Accademia di belle arti di Firenze ).

È sepolto nel Cimitero Monumentale della Misericordia dell'Antella, Comune di Bagno a Ripoli, provincia di Firenze.